# 少女たちは荒野を目指す
『少女たちは荒野を目指す』（しょうじょたちはこうやをめざす、Girls beyond the youth KOYA）は、みなとそふとより2016年3月25日に発売された全年齢対象のPCゲーム。公式略称は『しょこめざ』。
2016年1月から3月にかけてテレビアニメが放送された。

## 制作
2013年12月27日に『電撃G's magazine』2014年2月号において制作が発表された。タカヒロがプロデュースした4つの作品群である「タカヒロIVプロジェクト」の第1弾であり、原画は松竜、シナリオは田中ロミオが担当する。松竜とロミオは以前『CROSS†CHANNEL』において共同制作した経験を持つ。作品の制作は、タカヒロが自分の好きな作家であるロミオに企画を持ち込み、『CROSS†CHANNEL』でロミオとつながりのあった松竜にも声をかけたことによって始まった。他の「タカヒロIVプロジェクト」の3作品『アカメが斬る!』『鷲尾須美は勇者である』『結城友奈は勇者である』とは異なり、本作品ではタカヒロは企画のみを担当し、シナリオの執筆はしていない。なお、本作は「タカヒロIVプロジェクト」の第1弾とされているが、実際に作品がリリースされたのは、他の3作品よりも後である。
2013年末以降、長く情報の更新が途絶えていたが、2015年8月22日、最初の発表から1年半以上が経過した後にゲームのティザーサイトが設置された。10月23日にはゲームの体験版が公開され、同時にテレビアニメのティザーサイトが開設された。10月30日に『電撃G's magazine』2015年12月号においてもテレビアニメ化が発表された。
2016年1月から3月までテレビアニメが放送され、放送終了後の3月25日にPCゲーム『少女たちは荒野を目指す 初回版』と『少女たちは荒野を目指す アニメEdition』が発売された。『アニメEdition』にはPCゲーム版オリジナルアニメが収録されたBlu-ray Discが付属される。

## テーマ・構成
作品の筋立ては美少女ゲームを制作・販売することを目指す少年少女たちを描く青春群像劇である。『少女たちは荒野を目指す』という題名には「人生という荒野を切り開いていく」という意味が込められており、物語の中においては、熾烈な販売競争が繰り広げられている美少女ゲーム業界のような厳しい世の中のことを、登場人物たちが「荒野」と呼ぶシーンがしばしば見られる。この作品における「美少女ゲーム」は成人向け、すなわちアダルトゲーム（エロゲー）であるが本作品自体は全年齢対象、すなわちギャルゲーに分類される。タカヒロは、なるべく多くの人に美少女ゲーム業界のことを知ってほしかったため、今作を全年齢対象としたのだという。
特徴は、美少女ゲーム界の制作のあり方のいろんな話が多くあること。本作のあり方自体、作中であげられる作品例に似た面があり、主人公たちが作中でつくる作品「朝森さん家の24時」のあり方は、本作の発売直後に本作に与えられた批評と似た面がある。
本作品のゲームのストーリーは二部構成となっている。第一部では、学園内でゲームを作ることについて、集まり方と役割とキャラクターとのつながりを押さえながら描かれている。
第二部では、ヒロイン個別ルートにはいり、卒業後を視野に受験準備の直前の時期までの間、業界との接触が深まる。プロの会社の制作に入り込む話もある。

## ストーリー
神奈川県に暮らす学園生の北条文太郎は特に将来の目標を抱くこともなく、日々を過ごしていた。彼はある日、クラスメイトの黒田砂雪からこの世は荒野よという刺激的な言葉とともに美少女ゲームの制作を手伝ってほしいと頼まれる。彼女は文太郎にシナリオライターの資質があると考え、自分にスカウトをかけたのだった。しかし、文太郎は美少女ゲームに詳しいわけではなく、一方の砂雪は企画者であっても作画などの技術はない。砂雪の指示を受け、文太郎は学園内からゲーム制作に必要な人材を集めることになる。
詳細
当初は集まったメンバー全員が尖った個性の持ち主であったため、ペース配分を考えないうぐいすが倒れたり皆の素材を勝手に弄ったテルハが退部したことをはじめ皆が問題だらけの状態であった。海に遊びに行ったり恋愛要素を知るためのデートを重ねたりすることで次第にメンバーがお互いのことを理解、最初は手探り状態だった文太郎がぶるぅたすと関わったことでライターとして成長しチーム全体としてのペース配分も整っていく。時にはネタにこまった文太郎が缶詰となったり夕夏がアフレコに失敗したりとトラブルが発生しても皆で乗り切れるほどになったが、実はゲームの売り上げは砂雪の兄が抱える借金の清算に費やされることが発覚。無報酬という事態に加え砂雪が皆に真実を隠していたことに激怒したメンバーは崩壊してしまう。一時はゲームの完成そのものが危ぶまれたがゲームを完成させることには思い入れのあったメンバーは再び終結、砂雪の兄がようやく自分自身で借金清算を決意したこともありギクシャクしていた空気も改善する。紆余曲折を経てようやくゲームは完成する。２部では皆で学園三年生へと進級する。

## 登場人物
声優は、ゲーム・アニメ共通。

### メインキャラクター
(女性キャラの順は、プレイ中に現れる選択肢の並びに合わせている。)
北条 文太郎（ほうじょう ぶんたろう）(脚本)
声 - 山下誠一郎、長谷川暖（幼少時）
主人公。学園の2年生。あだ名は「ブンタ」。身長175cm。血液型はA型。クラスメイトの砂雪のことが異性として気になっている。友人の頼みでバイトの代理を引き受けるうちに、さまざまなバイトを掛け持ちするようになった。演劇部の部活紹介のための寸劇の脚本を書いたことがあり、そのことにより砂雪に注目されていた。部内ではシナリオを担当する。両親は九州に出張中。
彼がぶつかるのは、もともと欲求がわからないことと、いろんな方面にしろうと・初心者なことである。コミュニケーション能力は高いと、コミュ障害者の黒田砂雪から評価されている、一般ピープル。
黒田 砂雪（くろだ さゆき）(プロデュース、経営)
声 - 千菅春香
学園の2年生。ミステリアスな雰囲気を持つ少女。身長163cm。スリーサイズは、84/57/84。血液型はA型。黒い長髪の細身で一見して深窓の令嬢も似合う。馴れ合いが嫌いなために人付き合いをあまりせず、既にコミュニケーションが苦手でもあり、周囲の人々から距離を置かれることも多い。特に後述のテルハは性格上、最も相性が悪く、互いに苦手にしている。黒系の服を好んで着用しており、私服はおろか、制服のシャツも黒にしている。
一人暮らしで上流感覚があるが消費レベルは並で合理的。両親は仲間中唯一いなさそうである。
真面目そうに見えるが漫画・アニメ・ゲーム全般に詳しく、日常会話の中で「パンピー」や「DQN」といったネットスラングを多用する。兄は「ももんがそふと」というゲームメーカーで美少女ゲームのクリエーターをしており、その影響で自分自身も美少女ゲーム好きになった。
プロデューサーとして部を創設し、リーダーシップや管理能力に優れる。発案者だからという以上に、もとから経営者的立場であり、事業者的で、プロデューサー視点である。
個別ルートのエンドでは、満面の笑みで文太郎とイチャつくバカップル状態となっている。
安東 テルハ（あんどう テルハ）(編集)
声 - 明坂聡美
学園の2年生。あだ名は何故か「アッキーナ」。「ルカ」という源氏名でアキバのメイド喫茶でバイトしている眼鏡の少女。身長170cm。スリーサイズは、90/59/88。血液型はB型。大きなくせ毛でうるさ型キャラ。さばさばしており、ズバズバ物事を言い、謝りにくい性格なため、正反対な雰囲気の砂雪とはもともと同級生ながら近づきたくない同士だった。
重度のオタクでPCに詳しい。部内ではプログラム・スクリプト演出を担当する。美少女ゲームだけでなく、ボーイズラブゲームも制作したいと思う。
役割は一見技術系事務的ながら、じつはセンスが必要で多方面と微妙に関わり何かと調整が必要なことも多く、趣味的こだわりが強く性格的なこともあって、人間関係に影響しかねない。所属分類を超えたキャラで縦型組織に肌が合わず、枠を超えた主張や行動をしやすい。もともと好きだからやる!と入り込んできた。
二部では、実際のメーカーの組織現場に入ってみることがある。
個別ルートでは文太郎とつきあいつつＰＣ業界の待遇の悪さと戦っている。
結城 うぐいす（ゆうき うぐいす）(絵、原画から仕上げ)
声 - 佐藤聡美
学園の1年生。身長149cm。スリーサイズは、73/50/71。血液型はAB型。外見からして小動物ロリ。週の半分だけ本を動かす仕事を手伝っている。
絵やイラストを描くのが得意で、本屋のポップを描いたり、イラストサイトのpixiに「ホケキヨ」というペンネームで投稿してランカー常連の、ネットでは有名人。名前が「うぐいす」であることから、クラスメイトから「うぐぅ」、夕夏から「トリちゃん」、テルハから「トッリ」と呼ばれる。部内では原画・着色を担当する。もともと重度のオタクで18禁描写に苦手意識がない。
絵の技術は高いが、気が小さく自分の意見を主張するのが苦手。一見下っ端的な立場にかえって安住しやすい。しかし、絵に関してだけはかなり頑固。熱心さが表れるほどに、無理な負担をこなし続けたり(黒田砂雪曰く「部畜の鑑ね」)、自分の絵はすべて自分で完全に仕上げようとする、安東テルハとは逆の専門職人。引っ込み思案なところを強引に引っ張り込まれた。
二部では、友人や外部依頼など、グループ以外の人間関係が増えて悩みが生じる。
個別ルートのエンドでは、絵描きとして慢心した末に心が折れた自分を支えてくれた文太郎とつきあい、二人のシナリオはこれからと温泉で誓っている。
小早川 夕夏（こばやかわ ゆうか）(声優)
声 - 花澤香菜
学園の2年生で文太郎の幼馴染の少女。身長157cm。スリーサイズは、81/51/80。血液型はO型。あまりものを考えないボーイッシュキャラ。演劇部のエース。文太郎の自室をよく訪れる。マイペースで気ままな性格だが意外とプライドが高い。他人の声真似が天才的で、部内ではボイスを担当してふだん暇である。
幼いころから役者を目指しているが、親や他の友人からは「目指すだけ時間の無駄、普通に生きろ」と言われ続けてきたため、有名になり自分の才能を否定した親や他の友人達を見返してやりたいと思っている。
幼馴染みからは昔から天才と見られていて、学園の演劇部で認められてからは、いつか夕夏において行かれる寂しさを感じられている。
しかし強い才能を持っていても俳優になれるとは限らず、まず世に出るのに声優もいいと考える。
甲斐 亜登夢（かい あとむ）(進行、マネージャー)
声 - 豊永利行
学園の2年生。文太郎や夕夏の親友の少年。身長165cm。血液型はA型。他称「植物系男子」。スーパーで裏方として働いていておばさんたちとまったりしている。かつて彼女がいたがフラれてしまったことを引きずっており、「三次元」の女性をやや避ける傾向がある。文太郎と同じく自分のやりたいことが見つからず、焦燥感を抱いていたことにより、砂雪の計画に参加する。部内では進行管理（アシスタントディレクター）を担当する。
黒田砂雪によると、大事なのに評価されにくい報われない部署、それを続けられる者は逸材だという。
二部では、ゲーム作品にプレイヤーキャラ以外の男キャラを出すことについてベテランライターが語る場面があり、それに似合ったキャラでもある。また、女装すると完全な美少女になる容姿をしている。
個別ルートのエンドでは、一種のバッドエンド担当であり、他のヒロインにふられた文太郎を慰めている。

### サブキャラクター
＜学園生活＞
令子（れいこ）
声 - 中原麻衣
文太郎のバイト先の手芸店「ラ・フランス」の店長。夫の太郎は他界している。フランス貴族のような服装をした凛々しい女性。
委員長（いいんちょう）
声 - 大亀あすか
文太郎のクラスの委員長である女子生徒。責任感が強く、面倒な仕事を抱えてしまいがち。
菊地（きくち）
声 - 島﨑信長
文太郎のクラスの担任教師。生徒たちのことを屑呼ばわりする鬼畜な性格だが、周囲からは特に嫌われてはいない。好きな相手に告白する時は相手にしゃべらせる前に唇を奪う主義のメンズラブ。
＜業界関係＞
第二部に現れることが多い。
砂雪の兄、ライバル新規メーカーの原画とライター、ベテランライターたち、大手や中堅のメーカーの社長やスタッフたち。

## 用語
荒野（こうや）
「概要」の「テーマ」参照
黒田砂雪が文太郎を勧誘するときに語る、苛酷ながら大成功する可能性のある世界のこと。ネタ元として、かつて1960年代後半に、「青年は荒野をめざす」というフォークソングヒット曲があった（同名の一種の冒険小説から）。
二部ではいいかげんな会社の社長が「この業界は荒れ野原だが熱い思いが通じる世界」などという話があったり、主要キャラが「自分たちなりの荒野感覚が」などと、作中で多様に使われる。
金沢百景（かなざわひゃっけい）
本作品の舞台となる地。 この「金沢」とは石川県の金沢市のことではなく、 神奈川県にあるとされる架空の町のことで、作中では「七浜市（=横浜市）の南端にある景勝地」とされている。七浜・百景島シーパライソという遊園地がある。なお、七浜市はみなとそふとの作品「君が主で執事が俺で」「真剣で私に恋しなさい!」にも登場する地名である。
ももんがそふと
砂雪の兄が所属するゲームメーカー。既存のジャンルにとらわれない自由な作風により人気がある。今回、文太郎たちはももんがそふとのブランドのうち、何年にも渡ってゲームをリリースしていないサブブランドから新作ゲームを出すことになっており、ゲームエンジンもももんがそふとのものを使用する。
マーケティング研究会
砂雪が結成した部活動。略称は「マーケ研」。美少女ゲームの制作を目的とした団体だが、表向きはマーケティングの研究会としている。砂雪は中学時代にラーメン屋のコンサルタントをしていたことがあり、そのときの実績をもとに学園に設立を認めさせた。6人のメンバーのうち、結城うぐいすのみが1年1組で、その他5人はいずれも2年2組のクラスメイト同士。
六波羅（ろくはら）
マーケティング研究会がゲーム制作に着手する際に決められたチーム名。メンバーが6人であることから文太郎により京都の六波羅にちなんで命名された。
朝森さん家の24時（あさもりさんちのにじゅうよじ）
六波羅が制作・販売を予定しているラブコメ系の美少女ゲーム。3800円程度のロープライス作でジャンルは「恋と死が隣り合わせのADV」。内容は借金を背負った主人公の「大場左近」が暗殺者の姉妹「朝森キリカ」「朝森さばき」と同居するというブラックな設定で特徴を出した日常系コメディ作品。本作「少女たちは荒野を目指す」の中で、会話の多い重さの少ない学園娯楽作品を、宣伝を重視して初日中心に売り出すという戦略で語られている。

## ゲーム主題歌
ゲーム版のオープニング主題歌「Master Up」はヒロイン4人により歌われる。作詞・作曲は[井伊忍]。

## テレビアニメ
2016年1月から3月までTOKYO MX1・毎日放送・BS11・AT-Xで放送された。二部構成となっている原作ゲームのストーリーのうち、第一部のみを基に制作されている。

### スタッフ
- 原作 - タカヒロ
- 原作シナリオ - 田中ロミオ
- キャラクター原案 - 松竜
- 監督 - 佐藤卓哉
- シリーズ構成 - 綾奈ゆにこ
- キャラクターデザイン - 野口孝行
- プロップデザイン - 石橋有希子
- 美術設定 - 綱頭瑛子
- 美術監督 - 井上一宏
- 色彩設計 - 鈴木よりこ
- 撮影監督 - 廣岡岳
- CGラインディレクター - 斎藤威志
- 編集 - 後藤正浩
- 音響監督 - 山口貴之
- 音楽 - 渡辺剛、GoKoY
- 音楽制作 - ミュージックブレインズ
- プロデュース - 里見哲朗
- プロデューサー - 中山信宏、今泉貴博、斉藤康夫、福田順、深尾聡志、臼倉竜太郎、岡村武真、和田洋介、林俊安
- 制作プロデューサー - 糀谷智司
- アニメーション制作 - project No.9
- 製作 - しょこめざ製作委員会（ワーナー・ブラザース・ホームエンターテイメント、ホークアイ、KADOKAWA アスキー・メディアワークス、クロックワークス、博報堂DYミュージック&ピクチャーズ、ランティス、創通、コスパ、メディコス・エンタテインメント）

### 主題歌
オープニングテーマ「WASTELANDERS」
作詞 - 松井洋平 / 作曲・編曲 - 矢鴇つかさ / 歌 - 佐咲紗花
エンディングテーマ「世界は今日もあたらしい」（第1話 - 第3話、第5話 - 第12話、OVA）
作詞 - 結城アイラ / 作曲・編曲 - 本田光史郎 / 歌 - 黒田砂雪（千菅春香）、小早川夕夏（花澤香菜）、安東テルハ（明坂聡美）、結城うぐいす（佐藤聡美）
挿入歌「テトテハ」（第4、9話）
作詞 - 松井洋平 / 作曲・編曲 - AstroNoteS / 歌 - 黒田砂雪（千菅春香）
実質的に第4話のエンディングテーマ。

### 各話リスト
| 話数   | サブタイトル                                | 脚本                                    | 絵コンテ                | 演出           | 作画監督                                                   | 総作画監督        |
| ------ | ------------------------------------------- | --------------------------------------- | ----------------------- | -------------- | ---------------------------------------------------------- | ----------------- |
| 第1話  | 夢を追う少女                                | 綾奈ゆにこ                              | 佐藤卓哉 柳伸亮         | 安藤健         | 岡本達明                                                   | 野口孝行          |
| 第2話  | これもひとつの青い春                        | 綾奈ゆにこ                              | 伊藤達文                | 伊藤達文       | 渡辺奏、北山景子 服部憲知                                  | 谷圭司            |
| 第3話  | はじめてなんだ                              | 関根アユミ                              | ところともかず          | ところともかず | 石田啓一、都竹隆治 矢野茜                                  | 野口孝行          |
| 第4話  | わがままと引き算のメロディー                | 佐藤卓哉                                | 黒柳トシマサ            | 佐々木純人     | 柴田志郎、谷口繁則                                         | 岡本達明 谷圭司   |
| 第5話  | 嵐の中で見えるのは                          | 冨田頼子                                | 西澤晋                  | 伊部勇志       | 加野晃、栗井重紀                                           | 岡本達明 野口孝行 |
| 第6話  | これがいわゆるサービス回というものね        | 冨田頼子                                | 西澤晋                  | 黒田晃一郎     | 河野眞也、重国勇二 興村忠美、小野晃                        | 谷圭司            |
| 第7話  | いつもと同じ、違うキミ                      | 綾奈ゆにこ                              | 井出安軌                | 荒井省吾       | 伊部由起子、服部憲知                                       | 谷圭司            |
| 第8話  | 閉じ込められて、夏                          | 関根アユミ                              | 伊藤達文                | 川越崇弘       | 桜井木の実、笠野充志 山口保則、河原久美子 門智昭、渡辺奏   | 野口孝行          |
| 第9話  | 好きだから                                  | 綾奈ゆにこ                              | 井出安軌                | 後信治         | 猿渡聖加、Seo Jung Duck                                    | 岡本達明 谷圭司   |
| 第10話 | タイフーン襲来                              | 冨田頼子                                | 西澤晋                  | 上野史博       | 鳥山冬美、松下清志 Lim cheaduck                            | 岡本達明 野口孝行 |
| 第11話 | これが始まりかもしれない                    | 綾奈ゆにこ                              | ところともかず 井出安軌 | 前園文夫       | 菅原浩喜、相良理央 嘉村弘之                                | 岡本達明 谷圭司   |
| 第12話 | 少女たちは荒野を目指す                      | 関根アユミ                              | 井出安軌                | 川越崇弘       | 正金寺直子、門智昭 服部憲知、松尾真彦 渡辺奏               | 野口孝行          |
| OVA    | 戦略的ゲームバンドル版…と言うべきものかしら | 綾奈ゆにこ 佐藤卓哉 冨田頼子 関根アユミ | 齋藤徳明                | 安藤健         | 園田高明、出野喜則 正金寺直子、河原久美子 水野隆宏、柳考相 | 野口孝行          |

### 放送局
| 放送期間                | 放送時間                     | 放送局   | 対象地域   | 備考                    |
| ----------------------- | ---------------------------- | -------- | ---------- | ----------------------- |
| 2016年1月7日 - 3月24日  | 木曜 22:30 - 23:00           | TOKYO MX | 東京都     |                         |
| 2016年1月8日 - 3月25日  | 金曜 0:30 - 1:00（木曜深夜） | BS11     | 日本全域   | 『ANIME+』枠            |
| 2016年1月10日 - 3月27日 | 日曜 2:28 - 2:58（土曜深夜） | 毎日放送 | 近畿広域圏 | 『アニメシャワー』第2部 |
|                         | 日曜 22:00 - 22:30           | AT-X     | 日本全域   | リピート放送あり        |

| 配信期間                | 配信時間               | 配信サイト         | 備考                                                                    |
| ----------------------- | ---------------------- | ------------------ | ----------------------------------------------------------------------- |
| 2016年1月10日 - 3月27日 | 日曜 12:00 更新        | ニコニコチャンネル | 第1話無料、第2話以降6日半（土曜23:59まで）無料                          |
|                         | 日曜 23:30 - 月曜 0:00 | ニコニコ生放送     |                                                                         |
| 2016年1月17日 - 3月27日 | 日曜 12:00 更新        | バンダイチャンネル | 第1話無料、第2話以降6日半（土曜23:59まで）無料 第1話・第2話同時配信開始 |

### BD / DVD
| 巻 | 発売日        | 収録話          | 規格品番   | 規格品番   |
| 巻 | 発売日        | 収録話          | BD初回版   | DVD初回版  |
| -- | ------------- | --------------- | ---------- | ---------- |
| 1  | 2016年3月25日 | 第1話 - 第2話   | 1000595834 | 1000595840 |
| 2  | 2016年4月27日 | 第3話 - 第4話   | 1000595835 | 1000595841 |
| 3  | 2016年5月25日 | 第5話 - 第6話   | 1000595836 | 1000595842 |
| 4  | 2016年6月22日 | 第7話 - 第8話   | 1000595837 | 1000595843 |
| 5  | 2016年7月27日 | 第9話 - 第10話  | 1000595838 | 1000595844 |
| 6  | 2016年8月24日 | 第11話 - 第12話 | 1000595839 | 1000595845 |

### ラジオ
砂雪と夕夏のしょこめざらじお
2015年12月10日から2016年6月2日までHiBiKi Radio Stationおよび音泉にて配信された。第1回から第18回まで毎週木曜日に更新、第19回から第22回まで隔週木曜日に更新。パーソナリティは千菅春香（黒田砂雪 役）と花澤香菜（小早川夕夏 役）が務めた。
ゲスト
第6回(2016年1月14日) 明坂聡美
第8回(1月28日) 佐咲紗花
第11回(2月18日) 豊永利行
第16回(3月24日) 山下誠一郎
第19・20回(4月14日・5月5日) 佐藤聡美

夜中少女たちは荒野を目指したから
ラジオ大阪、超!A&G+、HiBiKi Radio Stationで放送・配信されているラジオ『夜中メイクが気になったから』が当アニメの製作委員会に番組タイトルのネーミングライツ権を販売し、2016年1月3日から4月3日まで3か月期間限定で番組タイトルを変更して放送・配信していた。

## 漫画
『少女たちは荒野を目指す とりなくうた』
KADOKAWA/アスキー・メディアワークスの『電撃G'sコミック』2016年4月号から2017年11月号まで、カヅチによる漫画化作品が連載された。結城うぐいすをヒロインに据えている。
1. 2016年9月27日発売、ISBN 978-4-04-892329-3
2. 2017年4月27日発売、ISBN 978-4-04-892923-3
3. 2017年11月27日発売、ISBN 978-4-04-893440-4

『少女たちは荒野を目指す ゆきどけのおと』
KADOKAWA/アスキー・メディアワークスの『電撃G'sコミック』2016年9月号から2018年7月号まで、平つくね（構成協力：かまぼこRED）による漫画化作品が連載された。黒田砂雪をヒロインに据えている。
1. 2018年1月26日発売、ISBN 978-4-04-893604-0
2. 2018年7月26日発売、ISBN 978-4-04-893897-6

## 小説
『少女たちは荒野を目指す 夢の先に修羅場は待つ!』
星海社の星海社FICTIONSから2016年3月25日にcutlassによる小説化作品が発売された。本編のノベライズではなく、アナザーストーリーである。
- 2016年3月25日発売、ISBN 978-4-06-139940-2